# Гандзюк Степан Миколайович
Степан Миколайович Гандзю́к (нар. 18 серпня 1943, Гальчинці — ?‎) — український живописець; член Спілки художників України з 1993 року.

## З біографії
Народився 18 серпня 1943 року в селі Гальчинцях‎ (нині Хмельницький район Хмельницької області, Україна). 1969 року закінчив Одеське художнє училище, був учнем Адольфа Лози.
Мешкав у Миколаєві в будинку на Богоявленському проспекті, № 327/2.

## Творчість
Працює у галузі станкового живопису, створює реалістичні історичні, баталатальні, жанрові полотна, натюрморти. Серед робіт:
- «Козацька пісня на березі Південного Бугу» (1991);
- «На березі вічності» (1998);
- «Народження музики» (1998);
- «Пам'яті Степана Макарова» (2002);
- «Пам'яті Василя Верещагіна» (2002);
- серія «Соната» (1998—2003).

Учасник обласних, республіканських, всесоюзних мистецьких виставок з 1979 року. Персональні виставки відбулися у Миколаєві у 2000, 2005 роках.
Деякі картини художника зберігаються у Миколаївських художньому і краєзнавчому музеях.